# شهرستان خواستوویچسکی
شهرستان خواستوویچسکی (به لاتین: Khvastovichsky District) یک شهرستان در روسیه است که در استان کالوگا واقع شده‌است.